# 1505 Koranna
Az 1505 Koranna (ideiglenes jelöléssel 1939 HH) a Naprendszer kisbolygóövében található aszteroida. Cyril V. Jackson fedezte fel 1939. április 21-én, Johannesburgban.